# Boris Dieriugin
Boris Iwanowicz Dieriugin (ros. Борис Иванович Дерюгин, ur. w czerwcu 1916 w Możdze, zm. 5 listopada 1979 w Saratowie) – radziecki działacz partyjny i państwowy, członek KC KPZR (1956-1961).
Od czerwca do września 1935 sekretarz fabrycznego komitetu Komsomołu w Udmurckiej ASRR, 1935-1936 studiował w Instytucie Pedagogicznym w Iżewsku. 1936 pracował w Instytucie Naukowo-Badawczym Mechaniki i Matematyki, 1936-1941 studiował w Instytucie Przemysłowym im. Kirowa w Tomsku, od 1939 w WKP(b), 1941-1951 pracownik fabryki energetycznej należącej do ludowego komisariatu/ministerstwa przemysłu lotniczego ZSRR m.in. jako inspektor techniczny, kierownik warsztatu, zastępca głównego energetyka i główny energetyk, a 1948-1951 był tam partyjnym organizatorem. Następnie na robocie partyjnej - od kwietnia 1951 do września 1952 II sekretarz Komitetu Miejskiego WKP(b) w Nowosybirsku, później sekretarz Komitetu Obwodowego KPZR w tym mieście. Do sierpnia 1955 II sekretarz, a od sierpnia 1955 do maja 1957 I sekretarz Komitetu Obwodowego KPZR w Nowosybirsku. Od 25 lutego 1956 do 17 października 1961 członek KC KPZR. Od grudnia 1957 do lutego 1960 II sekretarz Komitetu Obwodowego KPZR w Omsku, od 18 lutego 1960 do 4 maja 1962 przewodniczący Komitetu Wykonawczego Krajowej Rady w Chabarowsku.

## Odznaczenia
- Order Lenina (1957)
- Order Rewolucji Październikowej
- Order Czerwonego Sztandaru Pracy (dwukrotnie)
- Order „Znak Honoru” (1946)
- Odznaka "Honorowy Energetyk ZSRR"